# ناحیه پوتنوک
ناحیهٔ پوتنوک (به مجاری: Putnoki járás) یک ناحیه در مجارستان است که در بورشود-آبااوی-زمپلن واقع شده‌است. ناحیهٔ پوتنوک ۳۹۱٫۲۵ کیلومتر مربع مساحت و ۱۹٬۲۹۰ نفر جمعیت دارد.